# Rettungsschwimmabzeichen
Als Rettungsschwimmabzeichen (in Österreich Rettungsschwimmerabzeichen) bezeichnet man ein verliehenes Abzeichen für die Befähigung zur Rettung verunglückter Schwimmer. Rettungsschwimmabzeichen werden in vielen Ländern durch die Wasserrettungsorganisationen vergeben und stellen die Grundausbildung als Rettungsschwimmer dar. Außerdem wird für die Ausübung verschiedener Berufe ein Rettungsschwimmabzeichen verlangt.

## Deutschland
Das Deutsche Rettungsschwimmabzeichen (kurz DRSA, auch Rettungsschwimmpass) ist ein durch den Arbeiter-Samariter-Bund (ASB), die Deutsche Lebens-Rettungs-Gesellschaft (DLRG) oder durch die Wasserwacht im Deutschen Roten Kreuz (DRK) verliehenes Abzeichen für die Befähigung zur Rettung von Menschen, die zu ertrinken drohen. Es wurde ursprünglich bereits vor dem Ersten Weltkrieg von der DLRG entwickelt. Die Stufen Grundschein, Leistungsschein und Lehrschein wurden später in DRSA Bronze, Silber und Gold umbenannt. Die Verleihung erfolgt nach den jeweiligen Prüfungen durch eine Urkunde.
Der ASB, die DLRG und die Wasserwacht haben dieselben Ausbildungsbedingungen für das Deutsche Rettungsschwimmabzeichen.
Die Abzeichen Silber und Gold von ASB, der DLRG und der Wasserwacht sind dabei Abzeichen im Sinne von Ehrenzeichen, da vom Bundespräsidenten anerkannt (siehe BGBl. 1964 I S. 644 für DLRG und Wasserwacht sowie BGBl. 2014 I S. 1619 für ASB).
Alle Abzeichen können als Aufnäher, als Anstecker, als Großabzeichen oder als Bandschnalle am Zivilanzug getragen werden. An Uniformen wie dem Dienstanzug der Bundeswehr jedoch nur die anerkannten Rettungsschwimmabzeichen in Silber oder Gold.
Als Einstellungsvoraussetzung in den Polizeidienst des Landes Nordrhein-Westfalen wird das DRSA Bronze (oder höher) vorausgesetzt.

### Deutsches Rettungsschwimmabzeichen Bronze

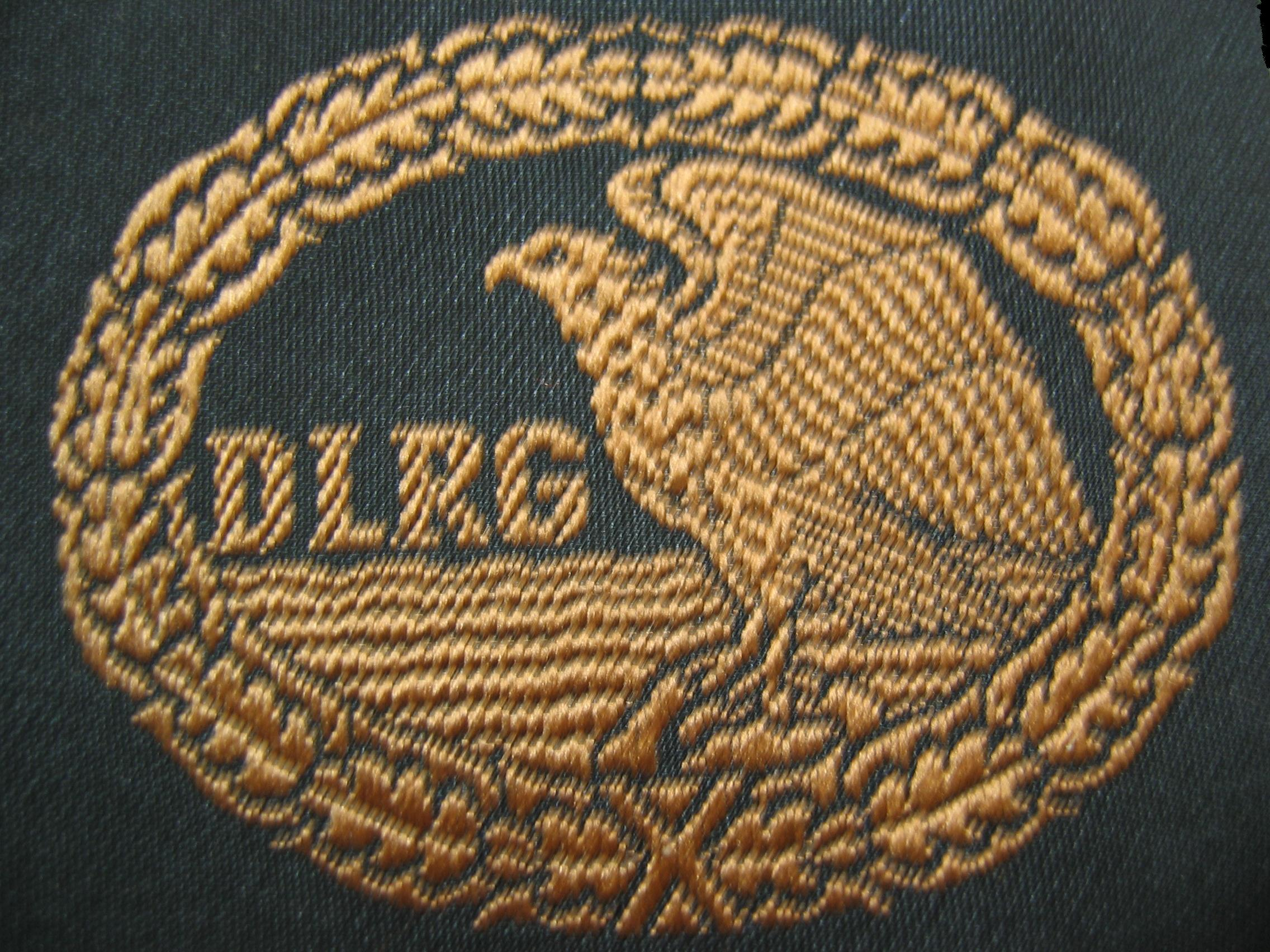
Aufnäher Rettungsschwimmabzeichen Bronze der DLRG

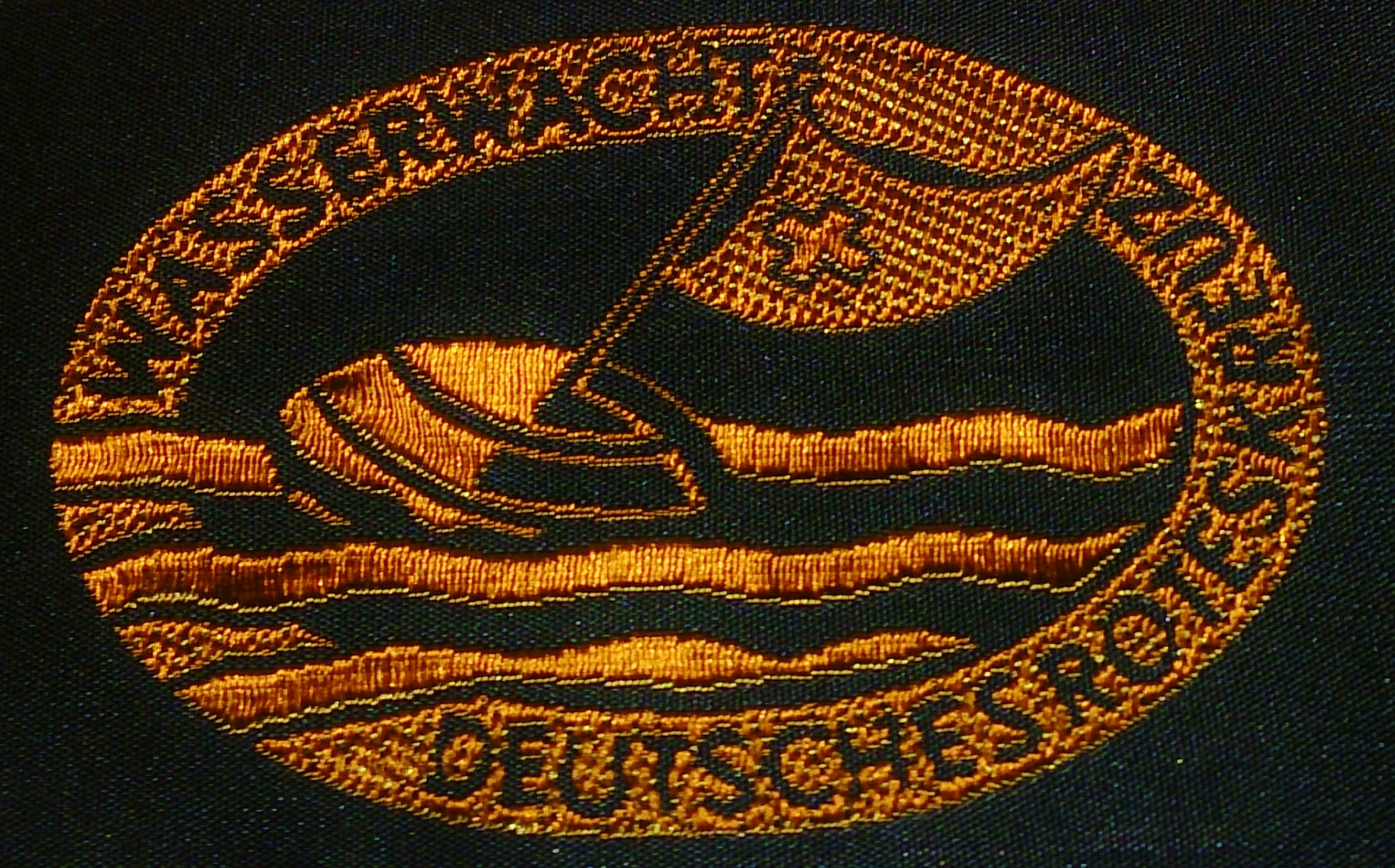
Aufnäher Rettungsschwimmabzeichen Bronze der DRK Wasserwacht

Voraussetzungen
- Mindestalter 12 Jahre

Prüfungsteile
- 200 m Schwimmen in höchstens 10 Minuten, davon 100 m in Bauchlage und 100 m in Rückenlage mit Grätschschwung ohne Armtätigkeit
- 100 m Schwimmen in Kleidung in höchstens 4 Minuten, anschließend im Wasser entkleiden
- 3 verschiedene Sprünge aus etwa 1 m Höhe
- 15 m Streckentauchen
- zweimal Tieftauchen von der Wasseroberfläche, einmal kopfwärts und einmal fußwärts innerhalb 3 Minuten mit zweimaligem Heraufholen eines 5-kg-Tauchrings oder eines gleichartigen Gegenstandes (Wassertiefe 2 bis 3 m)
- 50 m Transportschwimmen: Schieben oder Ziehen
- Nachweis der Kenntnisse zur Vermeidung von Umklammerungen sowie Fähigkeiten zur Befreiung aus:
  - Halsumklammerung von hinten
  - Halswürgegriff von hinten
- 50 m Schleppen mit Kopf- oder Achselschleppgriff und dem Standard-Fesselschleppgriff
- Kombinierte Übung, die ohne Pause und in der angegebenen Reihenfolge zu erfüllen ist:
  - 20 m Anschwimmen in Bauchlage
  - Abtauchen auf halber Strecke auf 2 bis 3 m Wassertiefe und Heraufholen eines 5-kg-Tauchrings oder eines gleichartigen Gegenstandes, diesen anschließend fallenlassen, Anschwimmen fortsetzen
  - 20 m Schleppen eines Partners
- Demonstration des Anlandbringens
- Vorführung der Herz-Lungen-Wiederbelebung
- Nachweis folgender Kenntnisse (Theoretische Prüfung):
  - Gefahren am und im Wasser
  - Hilfe bei Bade-, Boots- und Eisunfällen (Selbst- und Fremdrettung)
  - Vermeidung von Umklammerungen
  - Atmung und Blutkreislauf
  - Hilfe bei Verletzungen und Ertrinkungsunfällen, Hitze- und Kälteschäden
  - Aufgaben der ausbildenden Wasserrettungsorganisationen

### Deutsches Rettungsschwimmabzeichen Silber
Voraussetzungen
- Mindestalter 14 Jahre

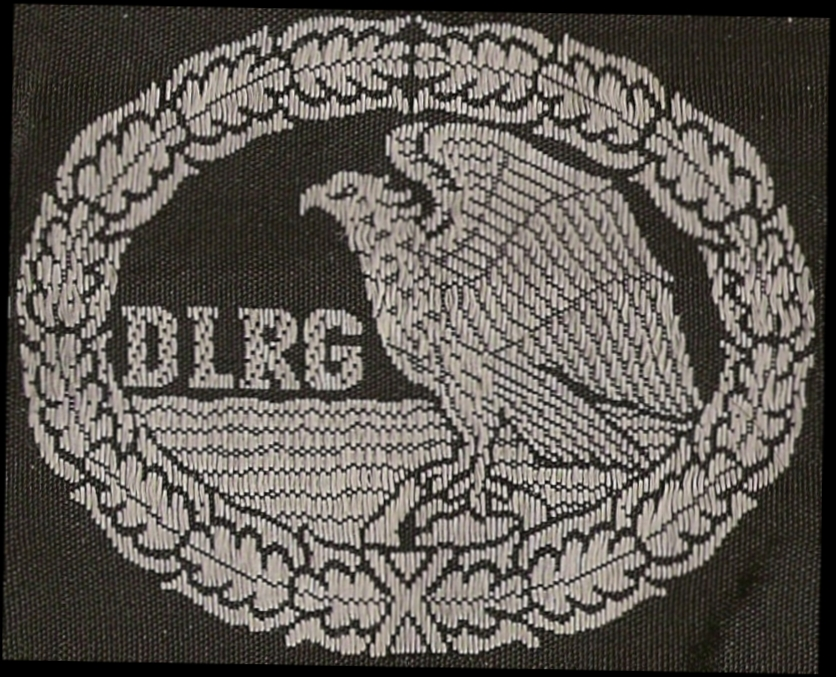
Aufnäher Rettungsschwimmabzeichen Silber der DLRG

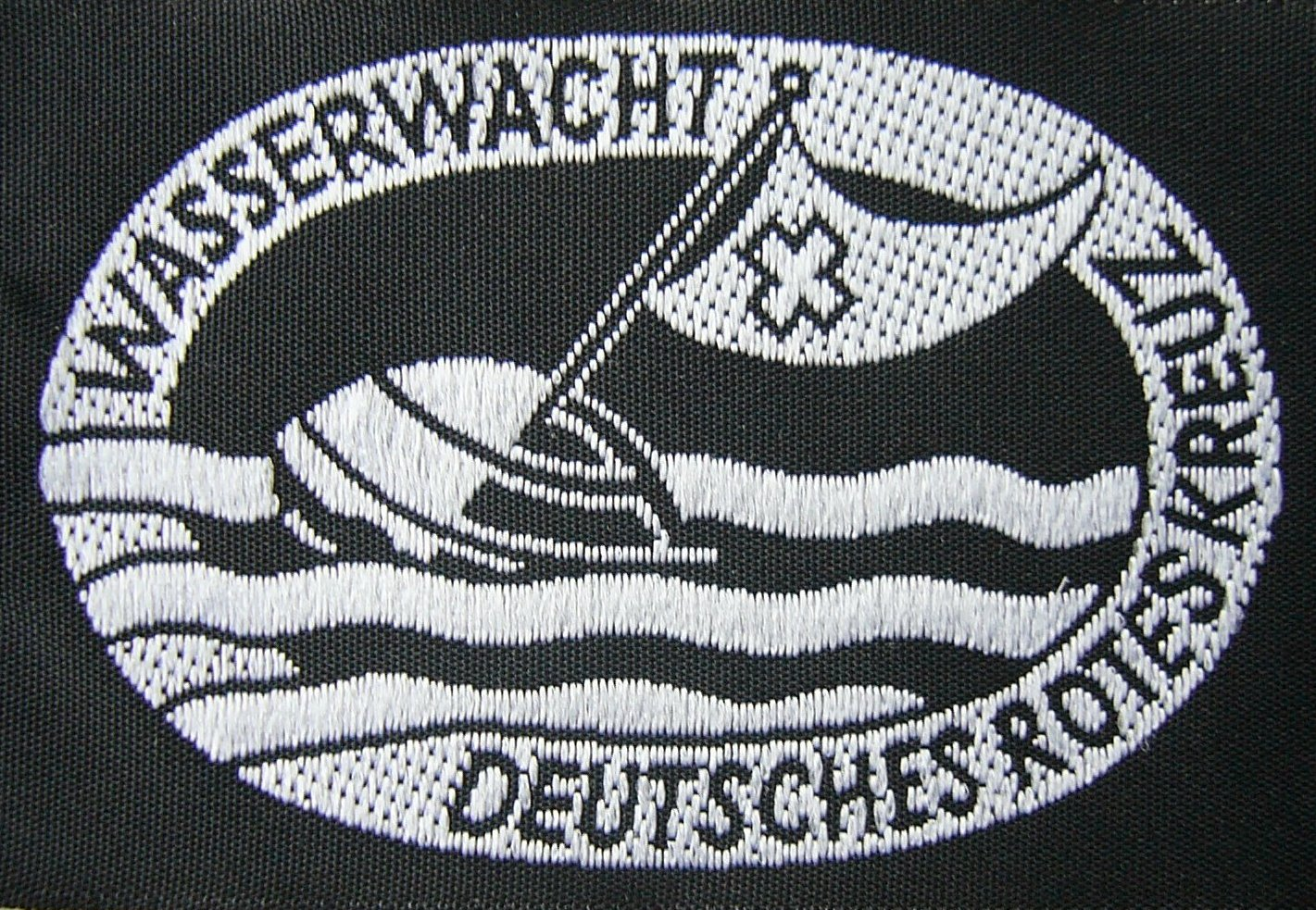
Aufnäher Rettungsschwimmabzeichen Silber der DRK Wasserwacht

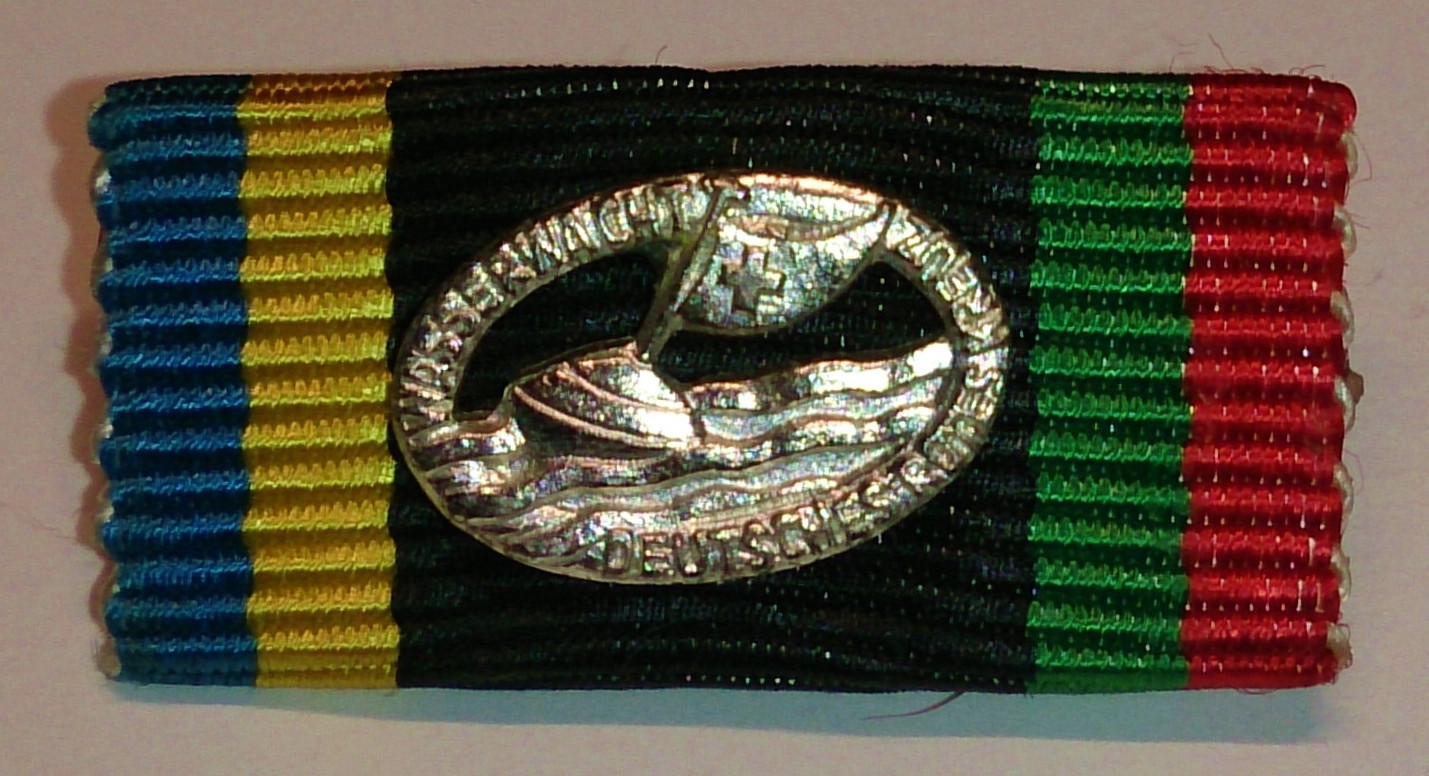
Bandschnalle Rettungsschwimmabzeichen Silber der DRK Wasserwacht

- Nachweis der erfolgreichen Teilnahme an einer Erste-Hilfe-Ausbildung nach den gemeinsamen Grundsätzen der BAGEH, nicht älter als 2 Jahre (teilweise Verbandspezifisch vor Beginn der Prüfung)

Prüfungsteile
- 400 m Schwimmen in höchstens 15 Minuten, davon 50 m Kraulschwimmen, 150 m Brustschwimmen und 200 m Schwimmen in Rückenlage mit Grätschschwung ohne Armtätigkeit
- 300 m Schwimmen in Kleidung in höchstens 12 Minuten, anschließend im Wasser entkleiden
- Sprung aus 3 m Höhe
- 25 m Streckentauchen
- dreimal Tieftauchen von der Wasseroberfläche, zweimal kopfwärts und einmal fußwärts innerhalb von 3 Minuten, mit dreimaligem Heraufholen eines 5-kg-Tauchrings oder eines gleichartigen Gegenstandes (Wassertiefe zwischen 3 und 5 m)
- 50 m Transportschwimmen: Schieben oder Ziehen in höchstens 1:30 Minuten
- Nachweis der Kenntnisse zur Vermeidung von Umklammerungen sowie Fähigkeiten zur Befreiung aus
  - Halsumklammerung von hinten
  - Halswürgegriff von hinten
- Handhabung und praktischer Einsatz eines Rettungsgeräts (z. B. Gurtretter, Wurfleine oder Rettungsring)
- 50 m Schleppen in höchstens 4 Minuten, beide Partner in Kleidung, je eine Hälfte der Strecke mit Kopf- oder Achsel- und einem Fesselschleppgriff (Standard-Fesselschleppgriff oder Seemannsgriff)
- Kombinierte Übung, die ohne Pause in der angegebenen Reihenfolge zu erfüllen ist:
  - Sprung ins Wasser (Kopf- oder Startsprung)
  - 20 m Anschwimmen in Bauchlage
  - Abtauchen auf 3 bis 5 m Tiefe, Heraufholen eines 5-kg-Tauchrings oder eines gleichartigen Gegenstandes, diesen anschließend fallen lassen
  - Lösen aus einer Umklammerung durch einen Befreiungsgriff
  - 25 m Schleppen
  - Sichern des Geretteten
  - Anlandbringen des Geretteten
  - 3 Minuten Vorführung der Herz-Lungen-Wiederbelebung (HLW)
- Nachweis folgender Kenntnisse (Theoretische Prüfung):
  - Gefahren am und im Wasser
  - Rettungsgeräte
  - Hilfe bei Bade-, Boots- und Eisunfällen (Selbst- und Fremdrettung)
  - Vermeidung von Umklammerungen
  - Atmung und Blutkreislauf
  - Erste Hilfe
  - Rechte und Pflichten bei Hilfeleistungen
  - Aufgaben und Tätigkeiten der ausbildenden Wasserrettungsorganisationen

### Deutsches Rettungsschwimmabzeichen Gold
Voraussetzungen
- Mindestalter 16 Jahre

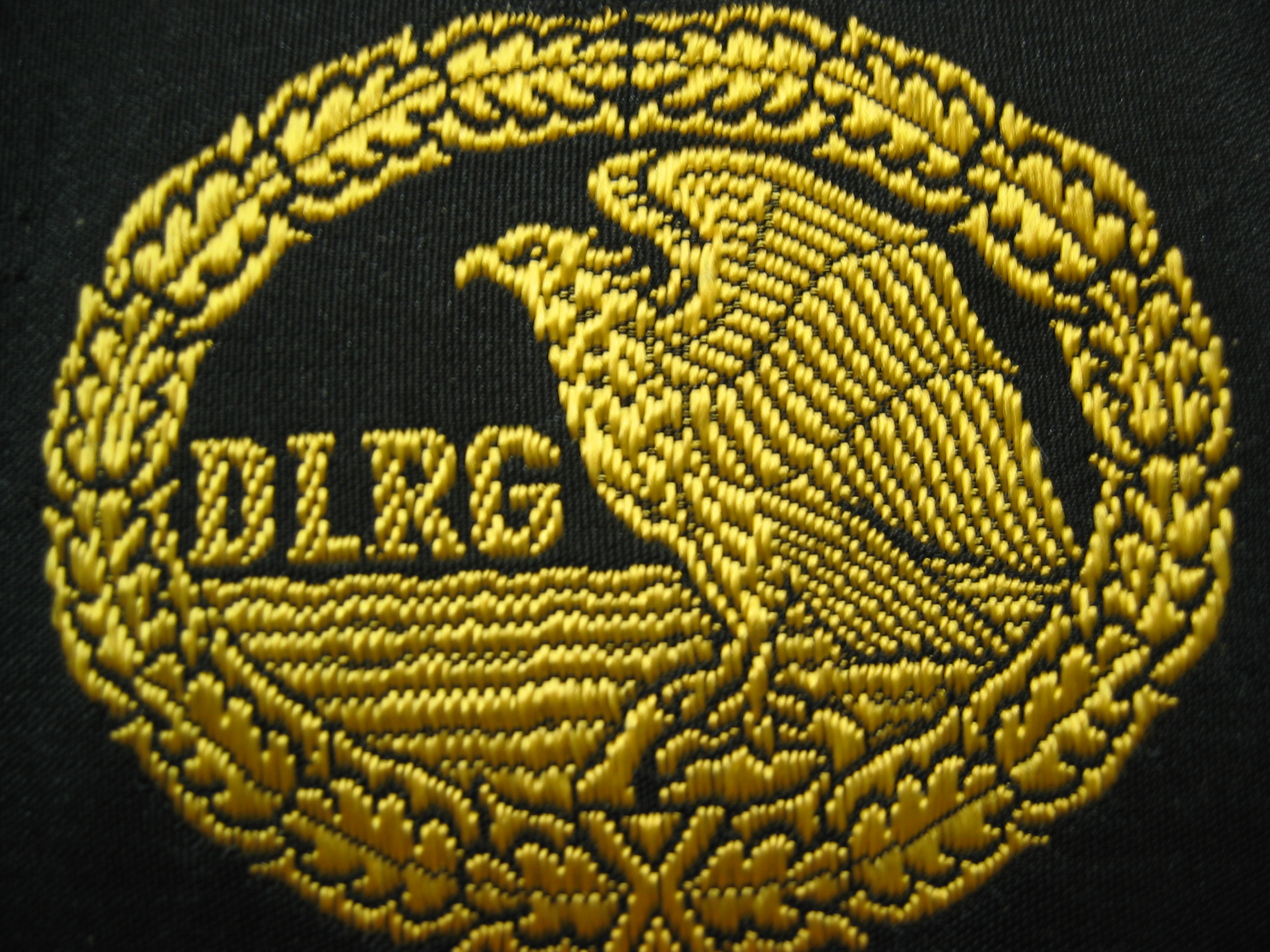
Aufnäher Rettungsschwimmabzeichen Gold der DLRG

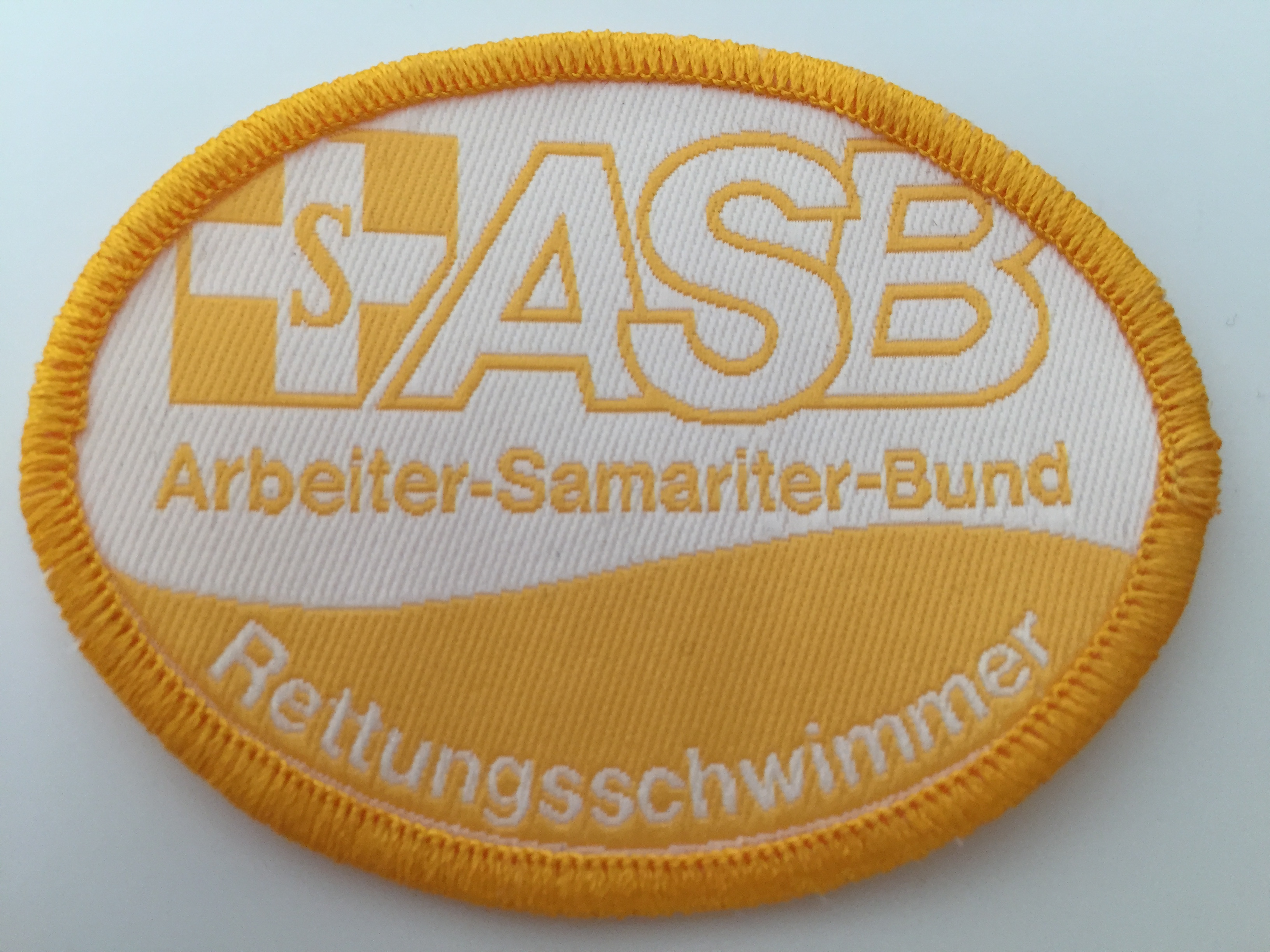
Aufnäher Rettungsschwimmabzeichen Gold der ASB-Wasserrettung

- Besitz des Rettungsschwimmabzeichens Silber
- Selbsterklärung zum Gesundheitszustand
- Nachweis der erfolgreichen Teilnahme an einer Erste-Hilfe-Ausbildung nach den gemeinsamen Grundsätzen der BAGEH, nicht älter als 2 Jahre (teilweise Verbandspezifisch vor Beginn der Prüfung)

Prüfungsteile
- 300 m Flossenschwimmen in höchstens 6 Minuten, davon 250 m in Bauch- oder Seitenlage und 50 m Schleppen, Partner in Kleidung (Achselschleppgriff)
- 300 m Schwimmen in Kleidung in höchstens 9 Minuten, anschließend im Wasser entkleiden
- 100 m Schwimmen in höchstens 1:40 Minuten
- 30 m Streckentauchen, dabei Heraufholen von 10 kleinen Ringen oder Tellern, die auf einer Strecke von 20 m in einer höchstens 2 m breiten Gasse verteilt sind; mindestens 8 Stück aufsammeln
- Dreimal Tieftauchen in Kleidung innerhalb von 3 Minuten; das erste Mal mit Kopfsprung, anschließend je einmal kopf- und fußwärts von der Wasseroberfläche mit gleichzeitigem Heraufholen von jeweils zwei 5-kg-Tauchringen oder gleichartigen Gegenständen, die etwa 3 m voneinander entfernt liegen (Wassertiefe 3 bis 5 m)
- 50 m Transportschwimmen, beide Partner in Kleidung: Schieben oder Ziehen in höchstens 1:30 Minuten
- Nachweis der Kenntnisse zur Vermeidung von Umklammerungen sowie Fähigkeiten zur Befreiung aus
  - Halsumklammerung von hinten
  - Halswürgegriff von hinten
- Kombinierte Übung (beide Partner in Kleidung), die ohne Pause und in der angegebenen Reihenfolge zu erfüllen ist:
  - 25 m Anschwimmen in höchstens 30 Sekunden
  - Abtauchen 3 bis 5 m tief, Heraufholen eines 5-kg-Tauchrings oder eines gleichartigen Gegenstandes, diesen anschließend fallenlassen
  - Lösen aus einer Umklammerung durch einen Befreiungsgriff
  - 25 m Schleppen in höchstens 60 Sekunden mit Fesselschleppgriff
  - Sichern des Geretteten
  - Anlandbringen des Geretteten
  - 3 Minuten Vorführung der Wiederbelebung
- Handhabung folgender Rettungsgeräte:
  - Retten mit Rettungsball und Leine oder anderen zum Werfen geeigneten Rettungsgeräte:
    - 12 m Weitwerfen in einen Zielsektor mit einer 3-m-Öffnung, 6 Würfe innerhalb von 5 Minuten, davon 4 Treffer

  - Retten mit einem sonstigen Rettungsgerät
- Handhabung gebräuchlicher Wiederbelebungsgeräte
- Nachweis folgender Kenntnisse (Theoretische Prüfung):
  - Gefahren am und im Wasser
  - Rettungsgeräte
  - Hilfe bei Bade-, Boots- und Eisunfällen (Selbst- und Fremdrettung)
  - Vermeidung von Umklammerungen
  - Atmung und Blutkreislauf
  - Erste Hilfe
  - Rechte und Pflichten bei Hilfeleistungen
  - Die Wasserrettungsorganisationen: Organisation, Aufgaben unter besonderer Berücksichtigung des Wasserrettungsdienstes

### Junior-Retter und Juniorwasserretter
Der Junior-Retter ist eine Qualifikation der DLRG sowie des ASB, der Juniorwasserretter wird von der Wasserwacht angeboten. Beide Abzeichen stellen keine vollwertigen Rettungsschwimmabzeichen dar, arbeiten jedoch inhaltlich in diese Richtung und sollen für Jugendliche der Übergang von den Schwimm- zu den Rettungsschwimmabzeichen sein.

#### Junior-Retter

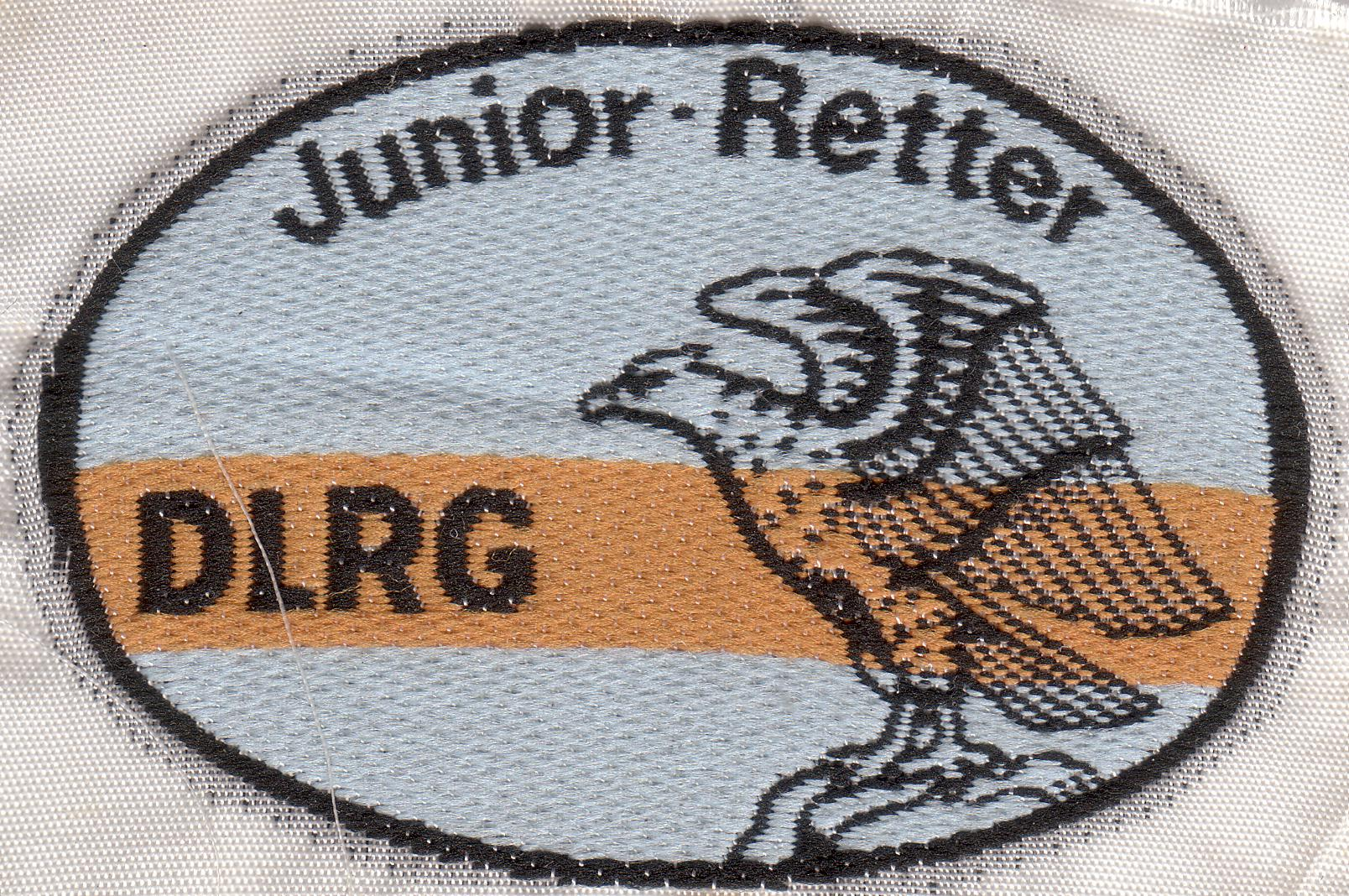
Aufnäher Junior-Retter

Der Junior-Retter wird von der DLRG und dem ASB angeboten.
Voraussetzung ist das Deutsche Jugendschwimmabzeichen in Gold.
Mit der Änderung der Prüfungsordnung zum 1. Januar 2010 zählt er nicht mehr zu den Schwimmprüfungen, sondern wird als Vorbereitende Prüfung auf das Rettungsschwimmen geführt.
Voraussetzungen:
- Mindestalter 10 Jahre
- Leistungsstufe Deutsches Jugendschwimmabzeichen Gold

Prüfungteile:
- 100 Meter Schwimmen ohne Unterbrechung (je 25 m Kraul-, Rückenkraul-, Brust- und Rückenschwimmen mit Grätschschwung)
- 25 Meter Schleppen (Achselgriff),
- Selbstrettungsübung (kombinierte Übung in leichter Freizeitbekleidung, die ohne Pause in der angegebenen Reihenfolge zu erfüllen ist): Fußwärts ins Wasser springen, danach Schwebelage einnehmen, 4 Minuten Schweben an der Wasseroberfläche in Rückenlage mit Paddelbewegungen, 6 Minuten langsames Schwimmen, jedoch mindestens viermal die Körperlage wechseln (Bauch-, Rücken-, Seitlage); die Kleidungsstücke im tiefen Wasser ausziehen
- Fremdrettungsübung (kombinierte Übung, die ohne Pause in der angegebenen Reihenfolge zu erfüllen ist):
  - 15 m in Bauchlage anschwimmen,
  - nach halber Strecke auf ca. 2 Meter Tiefe abtauchen und zwei kleine Tauchringe heraufholen; diese anschließend fallen lassen und das Anschwimmen fortsetzen
  - 15 m Schleppen eines Partners mit Achselschleppgriff
  - Sichern des Geretteten
- Nachweis folgender Kenntnisse (Theoretische Prüfung):
  - Selbstrettung
  - Fremdrettung
  - elementare "Erste Hilfe"

#### Juniorwasserretter
Der Juniorwasserretter ist ein Jugendausbildungsprogramm in der Wasserwacht, das für Jugendliche ab acht Jahren gemacht worden ist.
Die ursprüngliche Idee zum Juniorwasserretter kommt aus der Wasserwacht-Ortsgruppe Regensburg und war zunächst gedacht um Kinder und Jugendliche für die Aufgaben der Wasserwacht und die regelmäßige Teilnahme am Training zu motivieren.
Die Jugendlichen werden in drei Altersstufen mit unterschiedlichen Anforderungen unterteilt.
Ausbildungsinhalte der Stufe 1 (8–10 Jahre):
- Juniorhelfer-Kurs Teil 1 und Teil 2
- Deutsches Jugendschwimmabzeichen (DJSA) Gold – ab 9 Jahren
- Erwerb von Kenntnissen über folgende Rettungsmittel: Rettungsball, Rettungsring, Rettungswurfsack, Rettungsboje, Rettungsgurt, Rettungsbrett
- Knotenkunde: Achtknoten und Kreuzknoten (auch, wann sie verwendet werden)
- Naturschutz: Tiere und Pflanzen im heimischen Raum
- Praktische Grundlagen des Rettungsschwimmens (Rettungsschwimm-Wettbewerbe der Wasserwacht z. B. Stufe I)
- RK-Einführungsseminar (möglichst mit Beiträgen von den Teilnehmern bzw. in Gruppenarbeit o. Ä.)
- Flossenschwimmen mit Theorie Flossenkunde
- Schwimmfertigkeiten (Brusttechnik, Rückenbrusttechnik, Bruststart, Einführung in die Kraultechnik)

Ausbildungsinhalte der Stufe 2 (11–14 Jahre):
- Juniorhelfer-Kurs Teil 3 und Erste-Hilfe-Ausbildung
- Deutsches Rettungsschwimmabzeichen (DRSA) Bronze – ab 12 Jahren
- Handhabung folgender Rettungsmittel: Rettungsball, Rettungsring, Rettungswurfsack, Rettungsboje, Rettungsgurt, Rettungsbrett
- Richtiges Verhalten von Wasserwachtlern in der Öffentlichkeit (auch: während des Wachdienstes)
- Knotenkunde: Wiederholung Achtknoten und Kreuzknoten; neu: Webeleinenstek (Mastwurf) und Palstek (auch, wann sie verwendet werden)
- Naturschutz: Biotope in der Umgebung und deren Schutz bzw. Pflege
- Schnorchelabzeichen DRK (Zustimmung der Eltern erforderlich)
- Praktische Grundlagen des Rettungsschwimmens (Rettungsschwimm-Wettbewerbe der BRK-Wasserwacht z. B. Stufe II)
- Schwimmfertigkeiten (Kraultechnik, Rückenkraultechnik, Brust- & Kraulstart, hohe Wende, Beherrschen von Brust- & Kraultechnik und einer Rückentechnik)

Ausbildungsinhalte der Stufe 3 (ab 14 Jahren):
- Deutsches Rettungsschwimmabzeichen (DRSA) Silber – ab 14 Jahren
- Sicheres Beherrschen des Umgangs mit folgenden Rettungsmitteln: Rettungsball, Rettungsring, Rettungswurfsack, Rettungsboje, Rettungsgurt, Rettungsbrett, Gurtretter
- Fachdienst Wasserrettungsdienst
- Rechte, Pflichten, Versicherung in der Wasserwacht (Vorbereitung des Einsatzes als Rettungsschwimmer der Wasserwacht)
- Knotenkunde: Wiederholung Achtknoten und Kreuzknoten, Webeleinenstek (Mastwurf) und Palstek; neu Schotstek einfach und doppelt (auch, wann sie verwendet werden)
- Praktische Grundlagen des Rettungsschwimmens (Rettungsschwimm-Wettbewerbe der BRK-Wasserwacht Stufe III)
- Schwimmfertigkeiten (Beherrschen von 4 Schwimmtechniken, Tieftauchen, Streckentauchen, Flossenschwimmen mit ABC-Ausrüstung, ...)
- Gestaltung einer Gruppenstunde und Organisation eines Spiels für die Gruppe

Zusätzliche Ausbildungen ab 16 Jahren möglich:
- Sanitätsausbildung
- Ausbildung zum Wasserretter
- Jugendleiterausbildungen
- Ausbildung zum Rudergänger auf Rettungsbooten
- Ausbildung zum Bootsführer im Wasserrettungsdienst (Wasserwacht Bayern)
- Ausbildung zum Rettungstaucher (Wasserwacht Bayern)
- Streifenführerausbildung

### Geschichte
Im Deutschen Roten Kreuz hatten sich schon in den 1870er Jahren erste Wasserrettungstrupps gebildet, die zunächst aus normalen Sanitätern bestanden. Die Wasserwacht des DRK kann die Ausbildung im Bereich Rettungsschwimmen bereits für das Jahr 1887 (in Kiel) belegen.
Der erste Rettungsschwimmkurs der DLRG wurde im August 1913 in Stuttgart durchgeführt.

## Österreich
Die Rettungsschwimmausbildung der ARGE Österreichisches Wasserrettungswesen (Arbeitsgemeinschaft der österreichischen Wasserrettung – Mitglieder: ASBÖ, Bundesheer, Bundespolizei, ÖJRK, ÖWR) ist unterteilt in:

### Helfer

Rettungsschwimmerabzeichen Helfer

- Mindestalter: vollendetes 13. Lebensjahr
- 15 Minuten Dauerschwimmen, davon 5 Minuten in Rückenlage ohne Armtätigkeit
- 100 m Schwimmen in Überkleidern
- 15 m Streckentauchen
- 2 mal 2–3 m Tieftauchen aus der Schwimmlage mit Heraufholen eines ca. 2,5 kg schweren Gegenstandes innerhalb 5 Minuten
- Heraufholen von 3 Tellern oder Ringen bei einem Tauchversuch (Fläche ca. 10 m², bei einer Wassertiefe von ca. 2–3 m)
- Paketsprung aus 2–3 m Höhe
- je 25 m Retten einer etwa gleichschweren Person mit Kopf-, Achselgriff und Fesselgriff
- praktische Ausübung der Befreiungsgriffe: Halsumklammerung von vorne und hinten, Würgegriff von vorne und hinten, jeweils an Land und im Wasser
- praktische Ausübung der Bergegriffe „Bergen über den Beckenrand“ und „Rautekgriff“
- Kenntnis der Rettungsgeräte
- Kenntnis der Selbstrettung
- kurze Prüfung über Erste-Hilfe-Leistung bei Wasserunfällen und praktische Ausführung der Wiederbelebung
- Kenntnisse über Zweck und Organisation des Österreichischen Wasserrettungswesens

### Retter

Rettungsschwimmerabzeichen Retter

- Mindestalter: vollendetes 16. Lebensjahr
- 30 Minuten Dauerschwimmen, davon 10 Minuten Rückenschwimmen ohne Armtätigkeit
- 300 m Schwimmen in Überkleidern
- 25 m Streckentauchen
- dreimaliges Tieftauchen (ca. 3 bis 4 m), jeweils mit Heraufholen eines ca. 5 kg schweren Gegenstandes, innerhalb von 6 Minuten
- Heraufholen von 6 Tellern oder 6 Ringen bei einem Tauchversuch (Fläche ca. 20 m², bei einer Wassertiefe von ca. 2 m)
- Paket- und Kopfsprung aus ca. 2–3 m Höhe ins Wasser
- je 50 m Retten einer etwa gleich schweren Person, beide bekleidet mit Kopf-, Achsel-, Fessel- und Seemannsgriff
- 50 m Transportieren (Ziehen) einer gleich schweren Person
- praktische Ausübung der Befreiungsgriffe: Halsumklammerung von vorne und hinten, Würgegriff von vorne und hinten, Brustumklammerung von hinten ohne Einschluss der Arme, jeweils an Land und im Wasser
- praktische Anwendung von mindestens 3 Bergegriffen (z. B. Bergen über die Leiter, Rautekgriff, Bergen über den Beckenrand, Schultertragegriff, Bergen in ein Boot)
- kurze Prüfung über Erste-Hilfe-Leistung bei Wasserunfällen und praktische Ausführung der Wiederbelebung
- Kenntnis der Selbstrettung
- besondere Rettungshilfen bei Bade-, Boots-, Auto- und Eisunfällen
- Anwendung von mindestens zwei Rettungsgeräten
- kombinierte Rettungsübung

### Lifesaver

Rettungsschwimmerabzeichen Lifesaver

- Voraussetzung: im Besitz des Retterscheins
- Mindestalter: vollendetes 17. Lebensjahr
- 100 m Schwimmen (Brust oder Kraul) in 1:40 Minuten
- 300 m Schwimmen mit Flossen in 4:30 Minuten
- 300 m Schwimmen in beliebigem Stil (ohne Flossen) in 9:00 Minuten
- Ausführung von Rettungstechniken in folgender Abfolge:
  - 75 m Anschwimmen zu einem Betroffenen
  - Ausführung von drei Befreiungsgriffen
  - je 25 m Retten mittels Kopf-, Achsel- und Fesselgriff
- Kombinierte Rettungsübung
  - Ausführung der kombinierten Rettungsübung innerhalb von 2 Minuten, der Retter trägt dabei Shorts und T-Shirt:
  - Rettungssprung (Schrittsprung) ins Wasser
  - 25 m Anschwimmen (Freestyle)
  - Abtauchen und Heraufholen eines Betroffenen (Rettungspuppe oder Partner) aus mindestens 1,5 m Tiefe
  - 25 m Retten des Betroffenen
  - Notfallcheck und Reanimation (mindestens 3 Minuten) unmittelbar nach Durchführung von Punkt a. dieser Rettungsübung
- 25 m Streckentauchen
- Anwendung und Erklärung von mindestens zwei Rettungsgeräten (z. B. Rettungsbrett, Wurfsack, Rettungsmatratze, Gurtretter, Rettungsboje oder anderen von der ARGE-ÖWRW anerkannten Rettungsgeräten):
- Durchführung der folgenden Basismaßnahmen:
  - Gefahren erkennen
  - Gefahrenstelle absichern, retten, bergen
  - Notfallcheck
  - stabile Seitenlage
  - Umdrehen einer Person aus der Bauchlage in die Rückenlage
  - Notruf
- Durchführung der Herz-Lungen-Wiederbelebung:
  - Herz-Lungen-Wiederbelebung (Erwachsene)
  - Herz-Lungen-Wiederbelebung (Kinder)
  - Herz-Lungen-Wiederbelebung (Säuglinge)
- Erste-Hilfe-Maßnahmen:
  - Umgang mit Patienten
  - Erste-Hilfe-Maßnahmen (z. B. bei Schock, Blutungen, Verletzungen der Halswirbelsäule, Brüchen, Unterkühlung)

## Schweiz
Die Rettungsschwimmausbildung der Schweizerischen Lebensrettungs-Gesellschaft (SLRG) ist unterteilt in:

### Wassersicherheitskurs
- Dauerschwimmen 300 m, davon 50 m in Rückenlage, Richtzeit 10 Minuten
- Kleiderschwimmen 25 m
- Tauchen: 4 Teller, Tiefe ca. 1,80 m, verteilt auf 2 m mal 4 m, kopfwärts abtauchen
- Springen: 1 m Fußsprung
- Kenntnisse von: Gefahrengrenzen und Verhaltensregeln in freien Gewässern, Einsatz von (improvisierten) Rettungsmitteln, Patientenbeurteilung, Bewusstlosenlagerung, Beatmung, Notfallmeldung, Überwachung eines Patienten, Bade-, Fluss- und Eisregeln (je 6)

### Jugend-Brevet
- Mindestalter: vollendetes 11. Lebensjahr
- Dauerschwimmen 300 m, davon 250 m Freistil und 50 m in Rückenlage, in höchstens 10 Minuten
- Startsprung vom Bassinrand oder Startblock
- Sicherer Fußsprung aus mindestens 1 m Höhe
- 12 m Streckentauchen mit Start im Wasser
- Heraufholen von 4 Gegenständen in einem Tauchgang aus einer Tiefe von 1,8 m, verteilt auf einer Fläche von 2 m mal 4 m
- 10 m Rettungsschwimmen mit Nacken – Stirn – Griff
- 10 m Rettungsschwimmen mit Nacken – Griff
- 25 m Transportschwimmen
- 25 m Kleiderschwimmen
- 2 Minuten Beatmen am Beatmungsphantom
- Heraufholen eines Figuranten aus einer Tiefe von mindestens 1,8 m mit anschließendem Rücktransport in einem Rettungsgriff über eine Distanz von 10 m
- Absolvieren des folgenden Rettungsparcours ohne Zeitlimite:
  - Sprung ins Wasser kopfwärts vom Bassinrand oder Startblock
  - 45 m Schwimmen in Brustlage
  - Abtauchen korrektes Abtauchen kopfwärts
  - 5 m Streckentauchen Auftauchen beim Figuranten
  - 25 m Rettungsschwimmen Griffwechsel gestattet
- Rettungsballwurf zu einem 8–10 m entfernten Figuranten mit anschließendem Rücktransport des Figuranten zum Bassinrand
- Vorzeigen und erklären der Patientenbeurteilung und der Bewusstlosenlagerung
  - Theorieprüfung, mindestens 7 richtige Antworten auf 10 Prüfungsfragen

### Brevet I
- Mindestalter: vollendetes 15. Lebensjahr
- Streckenschwimmen 400 m mit Zeitlimit
- Streckentauchen 20 m
- Bergen eines Figuranten, Tiefe 2,5–4 m, Anschwimmen (10 m)
- Bergen eines Figuranten, Tiefe 2,5–4 m, Antauchen (10 m)
- Fünf Gegenstände, verteilt auf 2 m mal 5 m, aus mindestens 1,8 m Wassertiefe heraufholen, Start im Wasser
- Transportschwimmen 100 m
- Rettungsschwimmen 100 m
- Fußsprung aus mindestens 3 m Höhe
- Zielwurf mit Rettungswürfel oder Wurfsack zum Figuranten, Distanz 10 m
- 6 Minuten Einhelfer-Methode (CPR)
- Kombinierte Übung
  - mit Zeitmessung:
    - Freistil 90 m
    - Antauchen eines Figuranten 10 m
    - Abschleppen des Figuranten 50 m
    - Sichern am Bassinrand

  - anschließend ohne Zeitnahme:
    - Retten des Patienten
    - Beurteilung des Patienten
    - 2 Minuten Einhelfer-Methode (CPR)
- Theoretische Prüfung

- Nothilfeübung

- Befreiungsgriffe:
  - Umfassen von vorne und hinten
  - Umklammern von vorne und hinten

### Brevet II bzw. Kursleiter / Experte
- ab 20 Jahren
- Technische Prüfung
  - 600 m Dauerschwimmen mit Zeitlimit
    - 50 m freie Schwimmart
    - 100 m Rückengleichschlag oder Rückencrawl
    - 450 m freie Schwimmart

  - Rettungsschwimmparcours analog Brevet I
  - Heraufholen eines Figuranten aus mindestens 3 m Tiefe und einer Entfernung von mindestens 15 m mit Antauchen.
  - Heraufholen von 10 Gegenständen in einem Tauchgang, die auf einer Fläche von 3 × 10 m in mindestens 3 m Tiefe verteilt sind.
  - Korrektes Anseilen eines Gegenstandes in einer Tiefe von mindestens 3 m
  - Erklären und Vorführen der vier Befreiungsgriffe an Land und im Wasser
- Theoretische Prüfung
  - Nothilfe:
    - Atmungssystem
    - Störung der Atmung
    - Kreislauf / Herz / Blut
    - Störung Kreislauf / Herz / Blut
    - Schock
    - Ertrinken
    - Verbrennungen / Vergiftungen

  - Gerätekenntnisse
  - Theoriefragen Brevet I
  - SLRG als Verband
  - Kurs- und Prüfungsorganisation
  - Methodik und Trainingslehre
- Methodische Prüfung
  - Schwimmen
  - Nothilfe (Lebensrettende Sofortmaßnahmen)
  - Rettungsschwimmen
- Das SLRG Brevet II beinhaltet neben dem Rettungsschwimmen den Nothilfe- sowie den CPR-Lehrer